# (23478) Chikumagawa
(23478) Chikumagawa es un asteroide perteneciente al cinturón de asteroides descubierto el 21 de enero de 1991 por Tsutomu Seki desde el Observatorio de Geisei, Geisei, Japón.

## Designación y nombre
Designado provisionalmente como 1991 BZ. Fue nombrado por el río Chikumagawa que nace en la prefectura de Nagano y atraviesa la prefectura de Niigata, con numerosos sitios históricos a lo largo de su curso. «Chikumagawa Ryojo no Uta» («Un poema sobre un viaje por el río Chikuma») es un poema ampliamente conocido escrito por el destacado novelista y poeta japonés Tōson Shimazaki.

## Características orbitales
Chikumagawa está situado a una distancia media del Sol de 2,808 ua, pudiendo alejarse hasta 3,493 ua y acercarse hasta 2,123 ua. Su excentricidad es 0,244 y la inclinación orbital 6,020 grados. Emplea 1719,02 días en completar una órbita alrededor del Sol.
Los próximos acercamientos a la órbita de Júpiter ocurrirán el 27 de agosto de 2030 y el 31 de diciembre de 2053.

## Características físicas
La magnitud absoluta de Chikumagawa es 13,79. Tiene 7,869 km de diámetro y su albedo se estima en 0,114.